# Grand Theft Auto III
Grand Theft Auto III (сокр. — GTA III или GTA 3) — компьютерная игра в жанре action-adventure, разработанная компанией DMA Design и выпущенная Rockstar Games. Это третья по счёту и первая трёхмерная игра в серии Grand Theft Auto. Она вышла в октябре 2001 года на PlayStation 2, в мае 2002 на персональных компьютерах (она создавалась с 13 декабря 2001 как версия для ПК), и в ноябре 2003 на Xbox. 4 января 2008 года она стала доступна для скачивания с помощью интернет-сервиса цифровой дистрибуции Steam. Предыдущей игрой серии является Grand Theft Auto 2, а следующей — Grand Theft Auto: Vice City.
События Grand Theft Auto III происходят в вымышленном американском городе Либерти-Сити, прототипом которого послужил Нью-Йорк. Протагонистом игры выступает Клод — безымянный преступник, ставший жертвой преступного сговора своей подруги Каталины, и Мигеля, члена колумбийского наркокартеля. В игре присутствуют элементы автосимулятора и шутера от третьего лица.
Концепция игры и геймплей в сочетании с использованием 3D-движка игры впервые в данной серии игр, способствовали тому, что Grand Theft Auto III была хорошо встречена игроками и стала самой продаваемой видеоигрой 2001 года и вместе с последующими играми серии, Grand Theft Auto: Vice City и Grand Theft Auto: San Andreas, оказала значительное влияние на игровую индустрию и продажи игровой приставки PlayStation 2.
11 ноября 2021 года состоялся релиз сборника ремастеров Grand Theft Auto: The Trilogy — The Definitive Edition, в который вошла обновлённая версия Grand Theft Auto III.

## Игровой процесс

Игровой процесс Grand Theft Auto III. Эта часть стала первой трёхмерной игрой в серии, что позволило взглянуть игрокам на открытый мир с другого ракурса

Grand Theft Auto III — игра в жанре аction-adventure, сочетающая в себе элементы шутера от третьего лица и элементы автосимулятора в большом и открытом для исследования игровом мире, с классическим для этого жанра управлением.
Игра развивает основные идеи геймплея прошлой игры серии — Grand Theft Auto 2: игроку предстоит выполнять преимущественно криминальные и противозаконные задания, выдаваемые различными персонажами игры, пробираясь по криминальной лестнице, чтобы дойти до своей цели отомстить главному антагонисту.
Большинство миссий игрок получает от криминальных боссов и прочих персонажей игры, а также при помощи нескольких телефонных автоматов, расположенных на территории города. Но также можно получить дополнительные поручения, если игрок доберётся до определённого места в игровом мире или сядет в определённый автомобиль. После того, как игрок получает задание, он не может браться за выполнение других миссий, пока не завершит (или провалит) текущую. Игровые задания открывают новые возможности для игрока, в зависимости от выполненных заданий он сможет открывать проход в другие части Либерти-Сити или покупать новое оружие в магазине.
Вне транспортного средства главный герой, управляемый игроком, может ходить, бегать, прыгать, а также использовать оружие и драться врукопашную, но не умеет плавать. Игроки могут управлять различными транспортными средствами, в том числе водными и самолётом. Открытое окружение позволяет игрокам свободно передвигаться и выбирать, чем они будут заниматься в игровом мире. Однако для того, чтобы пройти игру и открыть новые районы города, необходимо выполнять сюжетные миссии, в остальном же они не обязательны и могут быть завершены игроком в любое время. Вне миссий игрок свободен в действиях и передвижении, и может совершать многие противозаконные в реальном мире действия: убивать прохожих и полицейских, угонять и взрывать автомобили и т. д. Совершение уголовных преступлений привлекает внимание органов правопорядка и повышает уровень розыска игрока полицией.
В интерфейсе игры он отражён в виде «звёздочек» в правом углу игрового экрана. При соответствующем уровне розыска подсвечивается соответствующее число «звёздочек». При первом уровне розыска на поимку протагониста отправляются пешие патрули, при втором уровне — патрульные машины, а с повышением уровня розыска для поимки игрока на помощь полиции будут направлены: при 3 уровне розыска полицейский вертолёт, при 4 — силы спецназа (SWAT), при 5 — агенты ФБР, при 6 — армия США с танками. Избавиться от розыска можно, перекрасив машину в покрасочном салоне или взяв полицейскую взятку в виде звезды — она снижает уровень розыска на один пункт. Однако, если игрок имеет одну звезду розыска, не попадаясь на глаза полиции, она исчезнет с течением времени. При двух и более звёздах розыска такой способ ухода не сработает
Если персонажа арестуют или он погибнет от полученных травм, персонаж игрока появляется вновь у полицейского участка или госпиталя соответственно, лишённый арсенала оружия и бронежилета, а также части денежных средств, ушедших на дачу взяток или лечение. Фактически, персонаж игрока в Grand Theft Auto III неограничен в количестве жизней, в отличие от Grand Theft Auto и Grand Theft Auto 2. Это позволяет персонажу «умереть» столько раз, сколько заблагорассудится игроку, делая невозможным закончить игру раньше времени.
Одной из главных особенностей предыдущих игр серии, перекочевавшая без изменений в Grand Theft Auto III, была возможность зарабатывать деньги, совершая различные преступления — воруя или уничтожая транспортные средства, убивая мирных жителей. Количество наличных денег более не является главным требованием к открытию новых районов. Отныне это зависит от прохождения сюжетных заданий. Кроме того, игрок волен в любое время вернуться во все разблокированные районы города. Однако с открытием новых областей пребывание в предыдущих становится опаснее, в связи с нападением на персонажа игрока вражеских группировок.
Интерфейс игры был пересмотрен. На мини-карте отображается местоположение игрока, ключевые точки (места сохранений и получения заданий) и цели заданий. Уровни здоровья и брони указаны в числовом формате; добавлены часы, показывающие внутриигровое время. Было решено отказаться от показателей уважения, как в Grand Theft Auto 2. Отныне отношение членов группировок к персонажу игрока зависит от продвижения по сюжету.
В игре сохранились внутриигровые бонусы, такие как аптечка, бронежилет, взятка полиции (понижающая уровень розыска полицией на один уровень), адреналиновая пилюля (замедляющая внутриигровое время и увеличивающая силу удара).
Grand Theft Auto III стала первой игрой в серии, в которой отсутствовал мультиплеер. Однако с помощью одной из любительской модификации, известной как Multi Theft Auto, удалось вернуть многопользовательский режим.

### Задания и нелинейность
Игровые задания делятся на два вида: сюжетные и побочные. Сами по себе сюжетные задания линейны, их прохождение продвигает заранее написанный сюжет и открывает доступ к новым районам Либерти-Сити. Часть сюжетных заданий не является обязательной.
Кроме 50 основных сюжетных миссий существуют дополнительные второстепенные миссии — миссии на автомобилях городских служб, внедорожниках, миссии угона автомобилей и прочие. В игре сохранились присутствующие в Grand Theft Auto 2 Rampage-миссии, активизирующиеся, когда протагонист брал один из находящихся по всему городу значков в виде черепа. При этом игрок получает дополнительную секретную миссию, смысл которой состоит в том, чтобы за 2 минуты уничтожить определённое количество участников или транспортных средств определённой банды при помощи какого-либо вида оружия. Также из предыдущей игры серии вернулись т. н. «уникальные прыжки» — на территории города располагаются трамплины, в том числе 20 уникальных, за совершённые с которых прыжки на автомобилях, кроме денежного бонуса, игрок получает ещё и сообщение об исполнении уникального прыжка.
За каждое успешно выполненное задание игрок получает вознаграждение: денежное или в виде оружия и автотранспорта.

### Нововведения
Grand Theft Auto III стала первой трёхмерной игрой в серии. В ней, в отличие от предыдущих, был использован трёхмерный движок RenderWare, который впоследствии был задействован в последующих играх Rockstar. Небывалая свобода действий, присущая играм GTA в целом, стала ключевой возможностью Grand Theft Auto III.
Появилась возможность загружать в игру собственные музыкальные треки в формате MP3, которые потом воспроизводятся на отдельной радиостанции.

## Сюжет
Действие игры разворачивается в 2001 году в вымышленном городе Либерти-Сити (англ. Liberty City), который располагается на восточном побережье Северной Америки, а его прототипом послужил реальный Нью-Йорк.
Небольшая группа преступников во главе с девушкой Каталиной успешно грабит банк. Перед самым уходом Каталина предаёт своего сообщника Клода (главного героя), выстрелив в него в упор и тяжело ранив. Клод выживает, но попадает в руки правосудия и был осуждён на десять лет. Во время транспортировки заключённых фургон, в котором находился главный герой, подвергся нападению. Воспользовавшись моментом, Клод и его товарищ по несчастью по прозвищу Лысый совершают побег.
Клод осваивается на свободе и благодаря Лысому начинает работать на итальянскую мафию семьи Сальваторе Леоне, расположившейся в Портленде - одним из островов Либерти-Сити. Сначала он выполняет задания у сутенёра Луиджи Готерелли, затем у Джоуи (сына Сальваторе), капо мафии Тони Сиприани и, наконец, самого дона семьи. Помимо мафии герой берёт работу у банды дьяволов. Однажды Клод подвозит до клуба супругу Сальваторе, Марию Латоре. Услышав от жены, как она весело проводила время с понравившимся ей Клодом, Сальваторе, ставший к тому моментом параноиком из-за того, что член мафии "стучал" колумбийскому картелю, который возглавляет теперь Каталина, решает избавиться от своего нового наёмника и готовит для него засаду, установив в машине, которую он попросил Клода отогнать в утилизатор, взрывчатку. Об этом Клода вовремя предупреждает Мария, и вместе они при посредничестве Асуки Касен, лидера японской Якудзы и подруги Марии, сбегают на остров Стаунтон. Асука говорит, что если Клод хочет работать на неё, то должен уничтожить Сальваторе Леоне. Герой без колебаний справляется с этим заданием.
На другом острове Клод продолжает работать на Якудзу, выполняя поручения Асуки и её брата Кензи. Там же он берёт работу у Короля Кортри — лидера ямайской банды Ярди, впоследствии он предал Клода, и вся его банда стала союзником Каталины; осведомителя японцев, продажного офицера полиции Рэя Мачовски, через которого выходит на ещё одного работодателя - Дональда Лава, миллиардера, крупнейшего в городе магната недвижимости, владельца большого количества активов. Чтобы добиться падения цен на недвижимость, Дональд решает спровоцировать войну между Якудзой и колумбийцами, и заказывает Клоду Кензи Касена: тот убивает Кензи, воспользовавшись машиной картеля. Также Клод помогает Лаву вызволить его компаньона, Восточного джентльмена, из рук картеля, собирает для магната пакеты с важным содержимым. Последний из таких пакетов Клод обнаруживает на заброшенной стройке в Форт-Стонтон в руках у Каталины и её сообщника Мигеля. Изрядно перепуганный колумбиец без сопротивления отдаёт Клоду пакет. Раздражённая таким поворотом событий, Каталина предаёт Мигеля, стреляет в него и сбегает. Тут появляется Асука, которая имеет свои личные счёты с картелем, и начинает пытать Мигеля на предмет гибели Кензи, не зная, кто его убил на самом деле. Позже к ней присоединяется Мария. Клод выполняет последнее задание Лава, привлечь на себя внимание полиции на несколько минут. Возвратившись, он обнаруживает, что магнат и его компаньон бесследно исчезли.
Клод какое-то время помогает Якудзе в войне с колумбийцами. После очередного задания он приезжает на стройку, где обнаруживает Асуку и Мигеля убитыми, а также записку от Каталины, в которой она сообщает, что Мария Латоре похищена, и требует выкуп в 500000 долларов, если Клод хочет видеть её живой. Клод едет на последнюю встречу с Каталиной на третий остров - Шорсайд-Вейл, где попутно может выполнить задания банды Красных валетов. Клод приехал на встречу с Каталиной и отдал ей дипломат с желаемой суммой, но Каталина вновь его обманула и приказала своим подручным его убить. В роковую секунду Клод успевает обезоружить колумбийца, забрать у него пистолет (перед встречей его лишили всего арсенала), после чего бросается за Каталиной в погоню и настигает её на дамбе. Там он освобождает Марию. Каталина пытается сбежать на вертолёте, но Клод сбил его из ракетницы, поквитавшись таким образом с предательницей окончательно.
В финальной сцене диктор новостей сообщает последние новости о последствиях гангстерской войны в городе. На фоне этого по дамбе поднимаются Клод и Мария. Мария начинает страстно признаваться своему спасителю в любви, без остановки болтать, после чего звучит выстрел в воздух, и девушка замолкает.

## Место действия
Действие игры разворачивается в 2001 году в вымышленном городе Либерти-Сити (англ. Liberty City), который напоминает реальный Нью-Йорк и копирует его районы Бруклин и Манхэттен. Либерти-Сити располагается на двух островах: Портленд (англ. Portland), Стаунтон (англ. Staunton Island) и части материка Шорсайд-Вейл (англ. Shoreside Vale), сообщение между которыми осуществляется по навесным мостам, подземным автотуннелям и метро. Каждый район отличается от других архитектурой, населением, доступным транспортом, местными криминальными группировками. Портленд является бедной индустриальной частью города. Стаунтон — это бизнес-центр Либерти-Сити, а Шорсайд-Вейл — богатое предместье города, включающее городскую дамбу, частные виллы и аэропорт.
В начале игры игроку доступен только один остров Портленд, а транспортное сообщение с другими частями города перекрыто. Однако по мере прохождения сюжетных миссий игры доступными становятся и два других района Либерти-Сити.

## Персонажи
В связи с успехом GTA III и её приквелов многие персонажи перекочевали в последующие игры: дон Сальваторе Леоне, медиа-магнат Дональд Лав, Фил Кэссиди, Каталина и Тони Сиприани. Свои голоса персонажам подарили многие известные актёры и музыканты: Фрэнк Винсент, Майкл Мэдсен, Майкл Рапапорт, Джо Пантолиано, Деби Мейзар, Кайл Маклахлен, Роберт Лоджиа, Лазло Джонс и рэпер Guru.

## Разработка
Команда разработчиков Grand Theft Auto III состояла примерно из 23 человек. Студия DMA Design в Эдинбурге тесно сотрудничала с Rockstar Games в Нью-Йорке. Первая техно-демоверсия игры была создана для консоли Dreamcast от Sega примерно в конце разработки Grand Theft Auto 2. Rockstar оказывала давление на разработчиков, требуя создания открытого трёхмерного мира. После выхода научно-фантастического платформера Space Station Silicon Valley DMA приступила к работе над другим проектом отдельно от команды Grand Theft Auto 2. DMA отказалась от использования бренда Grand Theft Auto во избежание конфликта с командой Grand Theft Auto 2 и начала разрабатывать свою игру как проект про Годзиллу. В сентябре 1999 года Take-Two Interactive приобрела у Infogrames DMA. Разработчики Space Station Silicon Valley и Grand Theft Auto 2 объединились в одну команду и начали разрабатывать Grand Theft Auto III для Dreamcast, но через четыре месяца перешли к PlayStation 2. Технический директор Rockstar North Оббе Вермей заявил, что переход был связан не с аппаратными ограничениями, а с тем, что Dreamcast оказался коммерчески невыгоден. Он называл решение позорным и отмечал, что разработчики DMA были большими поклонниками Phantasy Star Online.
Grand Theft Auto III — первая 3D-игра в серии, в которой используется игровой движок RenderWare от Criterion Games. Исполнительный продюсер Сэм Хаузер всегда хотел перенести серию в 3D. DMA Design экспериментировала с 3D-мирами в таких играх, как Body Harvest и Space Station Silicon Valley. Арт-директор Аарон Гарбут считал, что другие видеоигры того времени «были тем, во что вы играли», и хотел, чтобы Grand Theft Auto III была «местом, в котором вы жили».
Город разбит на три района: промышленный, похожий на Бруклин и Квинс, коммерческий центр, напоминающий Манхэттен, и пригороды, похожие на Нью-Джерси:128. Районы открываются по мере развития сюжета. Команда хотела, чтобы игроки «сначала ощутили себя бедными, а потом богачами». Дэн Хаузер описал Либерти-Сити как «гибрид типичного американского города», включающего Чикаго, Питтсбург, Детройт, Нью-Йорк и Филадельфию. При создании сеттинга Сэм Хаузер вдохновлялся такими фильмам и сериалами, как «Схватка», «Клан Сопрано» и «Побег»:127. Также Хаузер вдохновлялся играми The Legend of Zelda, Super Mario 64 и фильмом «Славные парни» и охарактеризовал Grand Theft Auto III как «нечто среднее между гангстерским фильмом и ролевой игрой».

### Изменения в финальной версии

Вверху — цветовое оформление полицейских автомобилей в бета-версии игры, снизу — в финальной версии.

«Я не хочу выглядеть как эти террористы»! Их игры тоже не могли. По мере того, как город переживал атаки, Сэм и Дэн задавались вопросом, стоит ли им вообще выпускать GTA III. Может быть, ещё слишком рано.
«На этот прекрасный город напали, — подумал Сэм, — и теперь мы создаем жестокую криминальную драму в городе, который не отличается от Нью-Йорка. Боже мой, я в ужасе от того, где я живу, и вдобавок ко всему, у нас есть эта чертовски сумасшедшая игра, в которой сейчас не совсем то же самое, что в голове у людей».
Оригинальный текст (англ.)«I don’t want to look anything like those terrorists»! Neither could their games. As the city reeled from the attacks, Sam and Dan wondered whether they should even release GTA III at all. Maybe it was too soon. «This beautiful city has been attacked», Sam thought, «and now we’re making a violent crime drama set in a city that’s not unlike New York City. My God, I’m terrorized where I live, and on top of that, we’ve got this f#cking crazy game that is not exactly where people’s heads are at right now».
— Дэвид Кушнер. Jacked: The Outlaw Story of Grand Theft Auto
Финальная версия игры Grand Theft Auto III имеет множество отличий от бета-версии, которые были связаны с терактом 11 сентября 2001 года в США. В результате жесткой цензуры игра была подвергнута большим изменениям, которые наиболее ярко заметны при сравнивании игровых промоматериалов бета-версии игры с финальной версией, выпущенной в продажу.
Несмотря на недостаточность информации об изменениях, которые должны быть внесены, и сроках их внесения, Сэм Хаузер, президент Rockstar Games, 19 сентября 2001 года сделал заявление о том, что должен быть произведён пересмотр некоторых игровых деталей для GTA III, что ещё раз подтвердило задержку выпуска игры на три недели. Выход игры был перенесён на 2 октября 2001 года.
Среди изменений, коснувшихся игры, была замена бело-голубого оформления полицейских автомобилей на бело-чёрное, распространённые во многих штатах США. В бета-версии Grand Theft Auto III цветовое оформление полицейских машин было скопировано с таковых полиции Нью-Йорка, с заменой надписи NYPD на LCPD.
Наиболее кардинальным изменением было удаление из финальной версии игры одного из персонажей — Даркела. Упомянутый в нескольких ранних публикациях до выхода игры, он являлся революционером и стремился к падению уровня экономики в городе. В одной из миссий, выдаваемых Даркелом, требовалось угнать фургон по продаже мороженого, снарядить его дистанционной бомбой, приехать на нём в людное место, привлечь покупателей и взорвать его. В финальной версии игр эту миссию отдали другому персонажу — Эль Бурро, изменив теракт против невинных жителей в убийство членов мафиозного клана Форелли. Также первоначально планировалось, что Даркел будет выдавать миссии, похожие на миссии-Rampage, преследовавшие массовое уничтожение людей.
Однако память о Даркеле осталась во внутриигровом мире в четвёрке бездомных, находящихся в туннеле из Харвуда в Портланд Харбор, а модель и текстуры этого персонажа остались в файлах с данными игры. Согласно Дэну Хаузеру (вице-президенту Rockstar Games), Даркел был удалён из игры задолго до релиза. Всего с ним было связано пять миссий, которые постепенно убирались, и когда остались всего одна или две, то Даркела окончательно вырезали из игры, причём это произошло задолго до терактов 11 сентября.
В версии для PlayStation 2 была убрана возможность отстреливания конечностей другим персонажам игрового мира.
Изменили пути самолётов, чтобы не казалось, что он летит на или где-то сзади небоскрёбов.
Также из игры были удалены пожилые пешеходы с ходунками, школьники, девушки-таксисты, школьные автобусы (присутствовали на 8 скриншотах из бета-версии).
Сами разработчики, отвечая на вопросы поклонников франшизы, что было приурочено к десятилетнему юбилею с момента выхода игры, заявили, что был изменён только 1 % от оригинальной игры. Ими была удалена только одна миссия, ссылающаяся на террористов, а также были произведены косметические изменения, затрагивающие модели авто, реплики пешеходов и диалоги на радио. По их словам, большим изменением также стала замена европейской обложки игры, для издания в Америке, на другую, чьё оформление в последующем стало фирменным стилем данной франшизы.

## Саундтрек и СМИ
В игре присутствуют 9 радиостанций, 8 из них музыкальные, а 1 радиостанция в формате ток-шоу. Все доступны для прослушивания игроку, когда протагонист игры находится в любом транспортном средстве, за исключением автомобилей специальных служб (полиция, скорая помощь, пожарная служба). Существует также несколько радиостанций, реклама которых присутствует в игровом городе, однако они не доступны для выбора во время игры.
Наряду со специально записанными для игры композициями, на радиостанциях появились песни из реальных музыкальных альбомов. В обсуждениях на радиостанции Chatterbox FM часто принимают участие персонажи сюжетных заданий, а в эфире Flashback 95.6 звучит музыка из фильма «Лицо со шрамом», в значительной степени повлиявшего на продолжение игры — Vice City. Музыкальное вещание на всех радиостанциях прерывается рекламными объявлениями. Некоторые рекламируемые вещи имеют отношения к игре, другие — упоминаются на разговорных радиостанциях, также существуют пародии на рекламу времён действия игры.
В течение нескольких месяцев до выхода игры была запущена онлайн-газета Liberty Tree, сообщавшая о большинстве значительных событий в Либерти-Сити и за его пределами. Реклама на страницах газеты вымышленная, однако разработчиками был запущен ряд веб-сайтов (например,  Архивная копия от 10 апреля 2016 на Wayback Machine). Попытка приобретения или заказа товара на этих сайтах приводила к переадресации на официальную страницу игры.
В ноябре 2022 года российская студия WuzVoice профессионально озвучила все сюжетные кат-сцены и 6 радиостанций, так как в официальной локализации переведён только текст (субтитры).

## Локализация
В России игра издана компанией Бука. Изначально была выпущена оригинальная версия на английском языке, однако позже стал доступен для загрузки бесплатный патч, который переводил на русский язык субтитры и текстуры. Официальный выпуск игры для персональных компьютеров в России состоялся 10 сентября 2002 года.
Позже права на издание в России и в странах СНГ перешло к компании «1С». 26 марта 2010 года игра в России была переиздана фирмой «1С». За основу был взят перевод Буки, но были внесены незначительные изменения.

## Выпуск на основных игровых платформах
| Системные требования (PC) | Системные требования (PC)                 | Системные требования (PC)                                |
| ------------------------- | ----------------------------------------- | -------------------------------------------------------- |
|                           | Минимальные                               | Рекомендуемые                                            |
| Windows                   |                                           |                                                          |
| ОС                        | Windows 98/ME/2000/XP                     | Windows 98/ME/2000/XP                                    |
| ЦПУ                       | 450 МГц Intel Pentium III или AMD K6-3    | 700 МГц Intel Pentium III или AMD Athlon                 |
| Объём ОЗУ                 | 96 Мб                                     | 128 Мб                                                   |
| Место на диске            | 700 Мб свободного пространства            | 700 Мб свободного пространства                           |
| Видеокарта                | 12 Мб видеокарта с поддержкой DirectX 8.1 | 32 Мб видеокарта с поддержкой DirectX 8.1                |
| Звуковая плата            | Звуковая карта с поддержкой DirectX 8.1   | Звуковая карта с поддержкой DirectX 8.1 и стереоэффектов |
| Устройства ввода          | Клавиатура, мышь                          | Геймпад (USB или Joystick Port)                          |

### PC и PlayStation 2
В отличие от версии игры для PlayStation 2, в версии игры для ПК разработчики вернули возможность отстреливать конечности у игровых персонажей. Также в ПК-версии HUD имеет немного другую окраску, нежели в PS2. ПК-версия из-за ошибок портирования имеет немало отличий от версии PS2: в ПК-версии у автомобилей отсутствуют ослепляющие фары, у пикапов оружия, денег, здоровья и т. д. не имеется подсветки на земле, во время дождя на асфальте нет отражений от фар машин и фонарей. Также для оптимизации в ПК-версии были ухудшены текстуры дорог и тротуаров, в PS2-версии они немного четче. В остальном отличия между версиями отсутствуют.

### Xbox
Xbox версия игры отличается улучшенной графикой — более четкими текстурами, моделями с большим числом полигонов, качественными звуками и музыкой с более высоким битрейтом, относительно версий для PlayStation 2 и ПК.

### Android и iOS
15 декабря 2011 года вышла в свет версия Grand Theft Auto III: 10 Year Anniversary Edition для платформ Android и Apple iOS.

## Оценки и мнения
| Сводный рейтинг       | Сводный рейтинг                     | Сводный рейтинг                     | Сводный рейтинг                     |
| Издание               | Оценка                              | Оценка                              | Оценка                              |
| Издание               | iOS                                 | PC                                  | PS2                                 |
| --------------------- | ----------------------------------- | ----------------------------------- | ----------------------------------- |
| GameRankings          | 86,50 %                             | 93,54 %                             | 95,19 %                             |
| Metacritic            | N/A                                 | 93/100                              | 97/100                              |
| MobyRank              | N/A                                 | N/A                                 | 95 %                                |
| Иноязычные издания    |                                     |                                     |                                     |
| Издание               | Оценка                              | Оценка                              | Оценка                              |
| Издание               | iOS                                 | PC                                  | PS2                                 |
| 1UP.com               | N/A                                 | N/A                                 | A+                                  |
| Edge                  | N/A                                 | N/A                                 | 8/10                                |
| EGM                   | N/A                                 | N/A                                 | 9,33/10                             |
| Game Informer         | N/A                                 | N/A                                 | 9,5/10                              |
| GamePro               | N/A                                 | N/A                                 | 5/5                                 |
| GameSpot              | N/A                                 | N/A                                 | 9,6/10                              |
| GameSpy               | N/A                                 | N/A                                 | 94/100                              |
| IGN                   | N/A                                 | N/A                                 | 9,6/10                              |
| Русскоязычные издания |                                     |                                     |                                     |
| Издание               | Оценка                              | Оценка                              | Оценка                              |
| Издание               | iOS                                 | PC                                  | PS2                                 |
| Absolute Games        | N/A                                 | 95 %                                | N/A                                 |
| Game.EXE              | N/A                                 | 4,9/5                               | N/A                                 |
| «Домашний ПК»         | N/A                                 | [ 59 ]                              | N/A                                 |
| «Игромания»           | N/A                                 | 9,5/10                              | N/A                                 |
| «НИМ»                 | N/A                                 | 9,1/10                              | N/A                                 |
| «Страна игр»          | N/A                                 | N/A                                 | 9/10                                |
| «Шпиль!»              | N/A                                 | 12/12                               | N/A                                 |
| Награды               |                                     |                                     |                                     |
| Издание               | Награда                             | Награда                             | Награда                             |
| Time                  | Рейтинг игр всех времен, 16-е место | Рейтинг игр всех времен, 16-е место | Рейтинг игр всех времен, 16-е место |

Grand Theft Auto III получила всеобщее признание критиков. Средняя оценка игры на агрегаторе Metacritic составила 97 баллов из 100 на основании 56 рецензий. Обозреватели высоко оценили звук, игровой процесс и дизайн открытого мира, но иногда подвергали критике управление. Редактор Eurogamer Том Брэмуэлл назвал Grand Theft Auto III сочной и захватывающей эпопеей. Джефф Герстман из GameSpot охарактеризовал игру как «невероятный опыт, который нельзя упустить». Дуг Перри из IGN признал её одной из лучших игр года для PlayStation 2 или другой платформы.
Приятным отличием от 2D-графики предыдущих игр для рецензентов стала 3D-графика. Герстман похвалил модели персонажей и транспортных средств и качество текстур города. Графика впечатлила Андрея Алупулуи из GameSpy. Модели автомобилей значительно улучшились по сравнению с моделями в Midnight Club. Брэмуэлл отметил приятную на вид графику, но она уступает таким играм, как Gran Turismo 3 и Ico. Игровой мир поразил Джастина Липера из Game Informer своим масштабом и деталями. Перри назвал мир поистине эпичным. Бен Сильверман из GameRevolution счёл Либерти-Сити технологическим чудом.
Перри похвалил саундтрек, озвучку и звуковой дизайн. Звук в игре проработан тщательно и невероятно. Брэмуэллу звуки города показались идеальными, а саундтрек — чудовищным. Герстманн и Сильверман назвали звук потрясающим. Сайт 1UP.com оценил тонкость внутриигровых радиостанций. Скотт Алан Марриотт из Allgame назвал музыку «истинной звездой» игры.
Неоднозначно критики оценили управление. Алупулуи отметил, что игра прекрасно управляется как во время вождения, так и пешком. Единственным недостатком игры Сильверман счёл проблемы с управлением. Мэтт Хелгесон из Game Informer похвалил отличное вождение, хотя боевую систему назвал неуклюжим.